# Усагін Дмитро Вадимович
Усагін Дмитро Вадимович (рос. Усагин Дмитрий Вадимович; 31 січня 1978, Кишинев, Молдавська Радянська Соціалістична Республіка) — болгарський боксер, призер чемпіонату Європи серед аматорів.
З 2010 року живе і працює у Санкт-Петербурзі, Росія.

## Аматорська кар'єра
Дмитро Усагін народився у Кишиневі і там же почав займатися боксом. 1998 року уклав угоду з Болгарською федерацією боксу і, переїхавши до Болгарії, розпочав виступи за цю країну. 5 разів вигравав звання чемпіона Болгарії.
На чемпіонаті Європи 2000 в категорії до 71 кг завоював бронзову медаль.
- В 1/8 фіналу переміг Доменіко Спада (Італія) — RSCI 1
- В 1/4 фіналу переміг Яні Раухала (Фінляндія) — 8-2
- У півфіналі програв Аднану Чатич (Німеччина) — 0-5

На Олімпійських іграх 2000 програв у першому бою Джермейну Тейлору (США) — RSC.
На чемпіонаті світу 2003 в категорії до 75 кг у першому бою переміг Даугірдаса Шемьотаса (Литва), а у другому програв Лучіану Буте (Румунія).